# Rhodanthe microglossa
Rhodanthe microglossa là một loài thực vật có hoa trong họ Cúc. Loài này được (Maiden & Betche) Paul G.Wilson miêu tả khoa học đầu tiên năm 1992.